# Уилсон, Милбурн Линкольн
Милбурн Линкольн Уилсон (англ. Milburn Lincoln Wilson; 23 октября 1885, Атлантик, Айова — октябрь 1969) — американский экономист и государственный деятель, специализировался на проблемах сельского хозяйства; выпускник Университета штата Айова (1907) и Висконсинского университета в Мэдисоне (1920); заместитель министра сельского хозяйства США при президентах Франклине Рузвельте и Гарри Трумэне, участник составления и принятия Закона о регулировании сельского хозяйства (1933).

## Работы
- Report of Commission appointed to report on the Lethbridge northern and other irrigation districts in Alberta (1930)
- Farm relief and the domestic allotment plan (1933)
- Democracy Has Roots (1939)
- The rural home and the National emergency (1942)
- Reminiscences of Milburn Lincoln Wilson : Oral History (New York: Columbia Oral History Research Office, 1956/1975)